# Norwegia na Zimowej Uniwersjadzie 2009
Norwegię na Zimowej Uniwersjadzie w Harbinie reprezentowało 4 zawodników.

## Medale

### Srebro
- Thomas Løvold, Christoffer Svae, Hans Tømmervold, Anders Bjørgum - curling

## Kadra

### Curling
- Thomas Løvold
- Christoffer Svae
- Hans Tømmervold
- Anders Bjørgum